# Ferdinand von Hebra

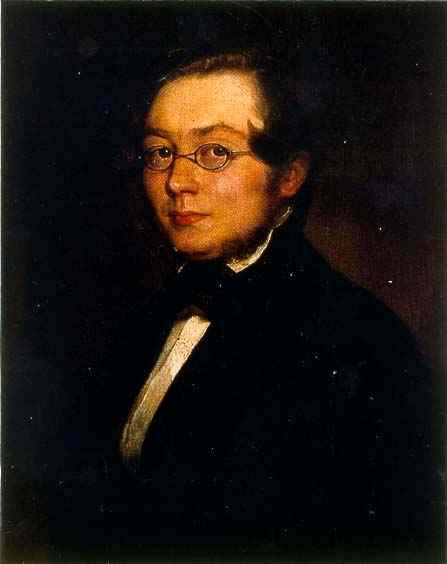
Ferdinand von Hebra

Ferdinand Karl Franz Ritter von Hebra, geboren als Ferdinand Karl Franz Schwarzmann (* 7. September 1816 in Brünn/Mähren; † 5. August 1880 in Wien), war ein österreichischer Dermatologe. Er wird als Begründer der wissenschaftlichen Lehre von den Hautkrankheiten angesehen.

## Herkunft
Der spätere Ritter von Hebra wurde 1816 unter dem Namen Ferdinand Karl Franz Schwarzmann geboren. Er war der außereheliche Sohn der Aloysia Friederike Slawik, geb. Schwarzmann, welche von ihrem Gatten getrennt lebte. Daher erhielt das außereheliche Kind den Geburtsnamen der Mutter. Sein Vater war Feldkriegskommissär Johann Hebra, ein Zivilbeamter im Offiziersrang, dessen Vater, Johann Hebra (der Ältere), aus dem Odenwald stammte.
Ferdinands Eltern heirateten, nachdem Aloysia 1830 Witwe geworden war. Sie starb aber bereits 1833. Mit 24 Jahren adoptierte Johann Hebra am 12. September 1840 seinen Sohn, als dieser volljährig geworden war. Vater und Sohn hatten ein gutes Verhältnis, da die beiden ab 1838 zusammen lebten und auch nach Hebras Heirat mit Johanna Nepomucena, Tochter des k.k. Hofsekretärs Hermann von Huze, im Familienverband wohnten.

## Ärztliche Tätigkeit

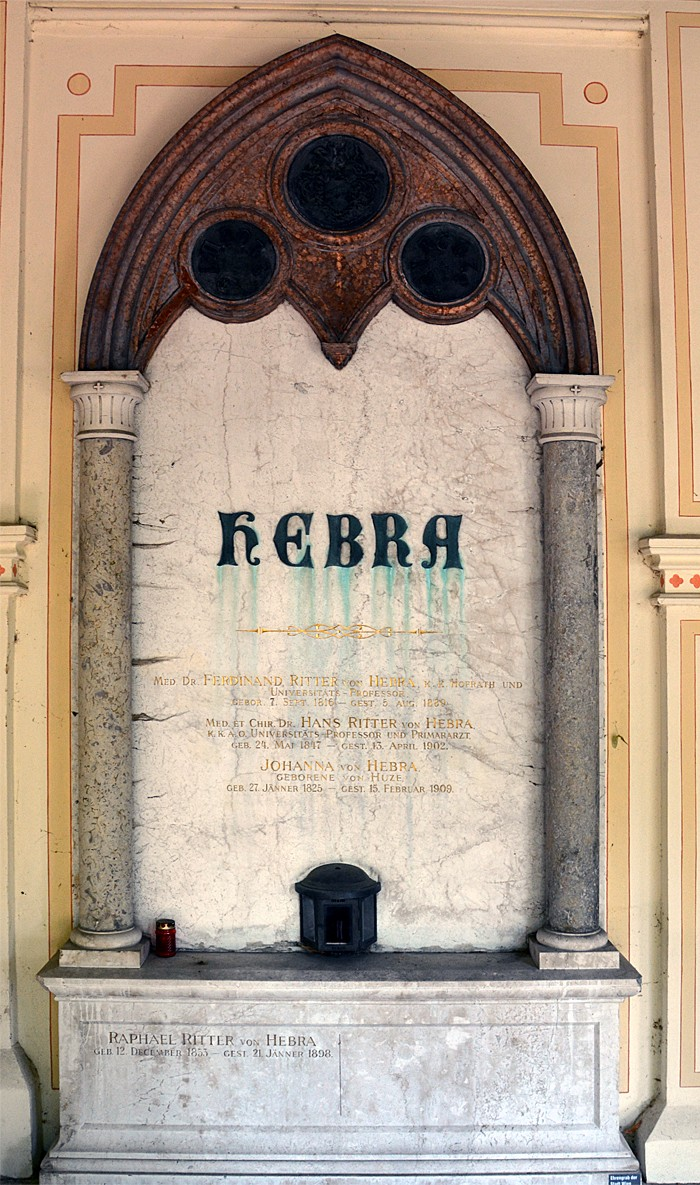
Hebra-Grab auf dem Hernalser Friedhof

Als junger, am 26. Januar 1841 promovierter Arzt musste Hebra, wie er sich nun offiziell schrieb, im Rahmen seiner Ausbildung auf der Abteilung für Innere Medizin die Patienten mit „Krätze“ betreuen. Diese Tätigkeit besaß unter den Ärzten damals das geringste Ansehen und wurde traditionell auf die jüngsten Kollegen abgeschoben. Damals gab es die Dermatologie an sich noch nicht, die Erkrankungserscheinungen an der Haut wurden von Internisten mitbehandelt. Doch Hebra entwickelte ein großes Interesse an den Hautkrankheiten, und es ist ihm durch seine systematisch-morphologische Orientierung zu verdanken, dass heutzutage die Dermatologie als eigenständige medizinische Fachdisziplin überhaupt existiert.
Im Wiener Allgemeinen Krankenhaus übernahm er – als erster Ordinarius für Dermatologie in Österreich überhaupt – mit 29 Jahren die Abteilung für Hautkrankheiten und entwickelte eine neue Terminologie und neue Therapieformen. Er wies nach, dass es sich beim Erreger der Krätze um einen Parasiten handelt. Außerdem erfand er das Wasserbett zur Prophylaxe bzw. Behandlung von Dekubitalgeschwüren. 1845 begründete er die pathologisch-anatomische Erfassung der Dermatologie. Berühmt wurde er durch seinen „Atlas der Hautkrankheiten“ (1856, illustriert durch Anton Elfinger) und das „Lehrbuch der Hautkrankheiten“ (1878, zusammen mit Moritz Kaposi). Zu seinen Schülern gehörten Heinrich Auspitz und der 1874 promovierte Achille Breda (1850–1934), der in Padua der erste moderne Dermatologe und Syphilisforscher wurde. Hebra war von 1879 bis zu seinem Tode Präsident der Gesellschaft der Ärzte in Wien.

## Heirat und Nachkommen
Er hatte mit seiner Frau Johanna sieben Kinder. Sein Sohn Hans von Hebra wurde später ebenfalls Professor für Dermatologie in Wien. Ein anderer Sohn fiel in Königgrätz, eine Tochter heiratete später Hebras jüngeren Freund, Mitarbeiter und Nachfolger Professor Moritz Kaposi.

## Auszeichnungen
Hebra erhielt für seine Leistungen als Mediziner viele Auszeichnungen und wurde vom österreichischen Kaiser 1877 als „Ritter von Hebra“ in den Ritterstand erhoben, wobei sich seine uneheliche Geburt nicht als Hindernis erwies. Im Jahr 1873 wurde er zum Mitglied der Leopoldina gewählt.
Sein ehrenhalber gewidmetes Grab befindet sich auf dem Hernalser Friedhof (Gruppe AR,  Nummer 34) in Wien. Die Hebragasse im 9. Wiener Gemeindebezirk Alsergrund ist seit 1886 nach ihm benannt (außer in den Jahren 1938 bis 1945, als sie als Verlängerung der Albertgasse geführt wurde).